# Hjörleifshöfði
Hjörleifshöfði – góra pochodzenia wulkanicznego położona na południu Islandii, w odległości około 15 km od miejscowości Vík í Mýrdal. Mierzy 221 m wysokości i zbudowana jest z tufu wulkanicznego.

## Geologia
Góra powstała prawdopodobnie podczas ostatniej epoki lodowej, około 10 000 lat temu, w wyniku wybuchu podlodowcowego wulkanu. Magma, która się z niego wydobyła, roztopiła znajdujący się wokół lód i zaczęła szybko się ochładzać. Zastygła magma stopniowo zbierała się wokół wulkanicznego krateru i wypełniała pustą lodową przestrzeń, formując w ten sposób górę. Ostatecznie Hjörleifshöfði osiągnął 221 m wysokości i zajął obszar o powierzchni 231 ha. Przez długi czas po zakończeniu epoki lodowcowej był on wyspą, która mniej więcej w czasie osiedlania się pierwszych osadników na Islandii, połączyła się ze stałym lądem. Doszło do tego w wyniku działalności pobliskiego wulkanu Katla. Obecnie Hjörleifshöfði znajduje się w odległości około 2 km od morza pośrodku płaskiej równiny zwanej Kötlutangi, którą uformowały ogromne powodzie powstałe po wybuchu wulkanu Katla.

## Historia
Według podań nazwa góry wywodzi się od Hjörleifura Hróðmarssonura – przybranego brata Ingolfa Arnarsona, uważanego za pierwszego osadnika na Islandii. W 874 roku przybyli razem na wyspę, lecz tam ich drogi się rozeszły. Ingolf osiadł w Reykjavíku, a Hjörleifur w Hjörleifshöfði. Pewnego lata niewolnicy Hjörleifura wzniecili bunt i zabili go, po czym uciekli statkiem na Vestmannaeyjar. Ingolf odnalazł ich i pomścił brata, który miał spocząć na szczycie Hjörleifshöfði.
Pomimo iż obszar wokół góry uznawano za trudny w gospodarowaniu, to przez długi czas po jej zachodniej stronie istniała farma. Jednakże, wybuch wulkanu Katla w 1721 roku doprowadził do ogromnej powodzi, która zniszczyła gospodarstwo. Przez kolejne trzydzieści lat okolica pozostawała bezludna, po czym niejaki Thorvarður Steinsson wzniósł nową farmę, która przetrwała do 1936 roku. Wśród osób zamieszkujących Hjörleifshöfði był również Markús Loftsson (1828-1906), badacz i autor traktatu o wulkanicznej działalności na Islandii opublikowanego w 1880 roku. Gdy zmarł, jego żona Áslaug Skaringsdóttir poślubiła Hallgrímura Bjarnasona, który w latach 1908-09 zbudował nowy dom wraz z budynkiem gospodarczym. Gdy zmarł, spoczął na najwyższym szczycie Hjörleifshöfði obok żony, ich syna Markúsa oraz Sigurðura Loptssona (brata Markúsa).
Od 2016 roku Hjörleifshöfði była wystawiony na sprzedaż. W listopadzie 2020 roku góra wraz z ogromnym obszarem 11.500 hektarów ziemi została sprzedana, prawdopodobnie za cenę przekraczającą 500 mln ISK. Sprzedana ziemia rozciąga się od wybrzeża oceanu aż po masyw Hafursey, a przecina go droga krajowa numer 1. W zakup ziemi zaangażowany jest kapitał niemiecki, choć dotychczasowi właściciele bezskutecznie próbowali sprzedać ziemię państwu islandzkiemu.
Na południe od Hjörleifshöfði leży Kötlutangi, najbardziej na południe wysunięta część Islandii (nie licząc wysp). W wyniku erupcji wulkanu Katla w 1918 ogromne ilości pyłu wulkanicznego naniesione przez powódź lodowcową (Jökulhlaup) spowodowały powiększenie powierzchni Islandii. Niektóre źródła za najbardziej na południe wysunięty skrawek Islandii uważają słynną skałę Dyrhólaey, jednak to właśnie Kötlutangi leży bardziej na południe. Niewykluczone że to się zmieni, bo erozja powodowana przez wzburzone wody Atlantyku powoduje znikanie plaży w tempie średnio 100 m na 10 lat. Na zdjęciach satelitarnych z 2004 roku Kötlutangi leżało aż 500 metrów bardziej na południe dalej niż Dyrhólaey. Kolejny wybuch Katli, wulkanu na lodowcu Mýrdalsjökull może powstrzymać ten proces.